# Golfsolderen
Golfsolderen is een productieproces gebruikt voor het solderen van grote aantallen printplaten. De printplaat wordt over een met gesmolten soldeersel bewogen, waarbij een pomp een opwelling van het soldeersel veroorzaakt. Deze lijkt op een staande golf. Door het contact van de printplaat en het soldeersel, worden de componenten aan de plaat vastgesoldeerd. Deze methode kan gebruikt worden voor oppervlaktegemonteerde printplaten, maar ook voor door de plaat heen gemonteerde componenten.